# Philip Saville
Philip Saville (28 d'octubre de 1927 – 22 de desembre de 2016) va ser un director, guionista i antic actor britànic la carrera del qual va durar mig segle. El lloc web Screenonline del British Film Institute va descriure Saville com "un dels directors de cinema i televisió més prolífics i pioners del Regne Unit". El seu treball va incloure 45 contribucions a Armchair Theatre (1956–1972) i va guanyar dues Millors Sèries Dramàtiques BAFTA per a Boys from the Blackstuff (1982) i The Life and Loves of a She-Devil  (1986).

## Primers anys
Saville va néixer Philip Saffer el 28 d'octubre de 1927 a Marylebone, Londres (en la seva vida posterior va donar el seu any de naixement el 1930, una data repetida en tots els seus obituaris), fill de Louis Saffer (que més tard va assumir la forma anglicitzada del nom familiar, "Saville", escollit pel seu pare, Joseph Saffer, un mestre sastre), un venedor ambulant d'una empresa de roba, i Sadie Kathleen (coneguda com "Kay"), de soltera Tanenberg, supervisora del departament de moda femenina de Fortnum & Mason a Piccadilly.
Va estudiar ciències a la Universitat de Londres i es va formar a la Royal Academy of Dramatic Art (RADA). El seu Servei Nacional al Cos Reial de Senyals va acabar amb la seva baixa després de patir una greu lesió al genoll amb un vehicle blindat.

## Carrera
A partir de la dècada de 1950, Saville va treballar a la televisió com a director treballant en obres com ara A Night Out (1960) de Harold Pinter per ala sèrie d’antologia d'Armchair Theatre per a ABC Weekend TV. Va dirigir més de 40 obres per a Armchair Theatre i va ajudar a ser pioner en l'estil visual innovador pel qual es va fer conegut, incloent moviments ràpids i complexos de càmera durant les produccions sovint en directe. El crític John Russell Taylor, però, va escriure que Saville havia aclaparat el romanç "Duel for Love" (Armchair Theatre, 1961) "sota un treball de càmera intricat d'una bellesa exquisida i una irrellevància completa".
Saville també va dirigir Madhouse on Castle Street (1963) per a la BBC, un exemple "del seu interès pels estats psicològics i els punts de vista subjectius", segons Oliver Wake. La producció (ara perduda) va ser la primera aparició d'actuació del cantant folk Bob Dylan, a qui Saville havia portat específicament per participar en l'obra. La producció de Saville de Hamlet at Elsinore (1964) per a la BBC va ser pionera en l'ús de cintes de vídeo per a la gravació d'ubicacions. Un ressenyador anònim a The Times  va escriure que Saville "tot i que creava imatges precioses, no va permetre que l'ambient el distregués del negoci de l'obra". També va treballar en un episodi de Out of the Unknown, una versió de l'E.M. Forster conte "The Machine Stops" (1966) en aquest període. Va guanyar el premi principal al festival internacional de cinema de ciència-ficció de Trieste de 1967.

### Darrers anys
El treball posterior significatiu de Saville inclou Boys from the Blackstuff (1982) i The Life and Loves of a She-Devil (1986), que van guanyar els BAFTA a la millor sèrie dramàtica. Tots dos van ser gravats utilitzant les tècniques de OB que va ser pionera a Hamlet at Elsinore .
Per al cinema, Saville va dirigir The Fruit Machine (1988, estrenada com a Wonderland als EUA),  Metroland (1997) i The Gospel of John (2003).
També va dirigir un estudi de masterclass a Londres especialitzat en improvisació dramàtica. El documental de Saville sobre Harold Pinter Pinter's Progress (2009) per als canals internacionals de televisió Sundance i Sky Arts del Regne Unit inclou nombroses entrevistes amb col·laboradors del dramaturg guanyador del Premi Nobel.

## Vida personal
Saville va estar casada amb l'actriu, directora de cinema i teatre Jane Arden des de 1947; la parella va tenir dos fills però es van separar a mitjans dels anys 60, tot i que no es van divorciar. Arden va morir el 1982. També va tenir una filla d'una altra relació. A la dècada de 1960, Saville, mentre estava casat, va tenir una aventura amb l'artista Pauline Boty, a qui havia conegut pel final dels seus dies d'estudiant i qui havia treballat per a ell. Es diu que la seva aventura va inspirar la pel·lícula Darling. També va tenir una relació de vuit anys amb l'actriu Diana Rigg en el mateix període.
A partir de la dècada de 1960, va viure a l'antiga casa de l'artista Augustus John a St John's Wood, Londres.
Philip Saville es va casar amb la seva segona dona, Nina Francis (de soltera Zuckerman) el 1987, i van tenir un fill.

## Filmografia

### Actor
- 1948 A Piece of Cake
- 1948 To the Public Danger
- 1948 Penny and the Pownall Case (actor: Police Car Driver)
- 1953 Murder at 3am (actor: Edward/Jim King)
- 1953 The Straw Man (actor: Link Hunter)
- 1954 Bang! You're Dead (actor: Ben Jones)
- 1954 The Night of the Full Moon (actor: Dale Merritt)
- 1955 Contraband Spain (actor: Martin Scott)
- 1957 The Great Van Robbery (actor: Carter)
- 1957 The Betrayal (actor: Bartel)
- 1958 On the Run (actor: Driscol)
- 1958 Three Crooked Men (actor: Seppy)
- 1959 An Honourable Murder (actor: Mark Anthony)

### Director
- 1960 Armchair Theatre: A Night Out (television)
- 1962 Armchair Theatre: Afternoon of a Nymph (television)
- 1964 Hamlet at Elsinore (televisió), (director)
- 1964 The Wednesday Play: In Camera (televisió), (director/adaptation) — based on Jean-Paul Sartre's No Exit
- 1966 Stop the World, I Want to Get Off (director) — based on the musical Stop the World – I Want to Get Off
- 1968 Oedipus the King (director/screenwriter)
- 1969 The Best House in London, (director)
- 1971 Secrets (director/screenwriter)
- 1977 Count Dracula (director)
- 1983 Those Glory Glory Days (director)
- 1985 Shadey (director)
- 1986 The Life and Loves of a She-Devil (director)
- 1987 Mandela (director)
- 1988 The Fruit Machine (director, US: Wonderland)
- 1988 First Born (sèrie de televisió) (director)
- 1989 Fellow Traveler (director)
- 1990 Max and Helen (director)
- 1990 El misteri del vol 1501 (director)
- 1991 Angels (director)
- 1991 The Cloning of Joanna May (director) — basat en The Cloning of Joanna May de Fay Weldon
- 1993 Family Pictures (director)
- 1995 The Buccaneers (director, minisperiel) — basat en The Buccaneers d’Edith Wharton
- 1997 Metroland (director)
- 1998 Little White Lies (director)
- 2000 My Uncle Silas (director)
- 2002 The Biographer: The Secret Life of Princess Di (director)
- 2003 Hans Christian Andersen: My Life as a Fairytale (director, telefilm)[15]
- 2003 The Gospel of John (director)